# Рено де Форе
Рено де Форе (фр. Renaud de Forez; 1224 — 13 ноября 1270) — граф Форе и (по правам жены) сеньор де Божё. Сын Гига IV и его второй жены Эрменгарды Овернской (или первой жены — Филиппы (Матильды) де Дампьер).
В 1259 наследовал брату — Гигу V, умершему бездетным.
В 1247 году (в феврале или ноябре) женился на Изабелле, дочери Умбера V, сеньора де Божё, вдове Симона II де Семюр, сеньора де Люси, получив за ней обширные земельные владения: сеньории Сен-Бонне, Пуйли и Люзи.
В 1265 году после смерти брата (Гишара V) Изабелла унаследовала сеньорию Божё. Но её права оспорили родственники — Фульк де Монгаскон и Эймар де Пуатье. В 1267 году между ними было заключено мировое соглашение, которое утвердил король Людовик IX, после чего Изабелла вместе с мужем вступила во владение сеньорией, которая затем перешла их второму сыну.
Согласно средневековым историческим источникам, Рено де Форе летом 1270 года отправился в Восьмой крестовый поход (через Неаполь с Карлом Анжуйским) и умер в Тунисе 13 ноября того же года (по другим данным — вскоре после возвращения во Францию).
Дети Рено де Форе и Изабеллы:
- Гиг VI (ум. 19 января 1278) — граф Форе
- Луи I де Божё (ум. 23 августа 1295) — с 1272 г. сеньор де Божё
- Гишар (ум. 1270)
- Этьенетта (Стефания)